# Линколн (Монтана)
Линколн (енгл. Lincoln) насељено је место без административног статуса у америчкој савезној држави Монтана.

## Демографија
По попису из 2010. године број становника је 1.013, што је 87 (-7,9%) становника мање него 2000. године.
| Група             | 2000.         | 2010.       |
| Белци             | 1.043 (94,8%) | 955 (94,3%) |
| Афроамериканци    | 0 (0,0%)      | 0 (0,0%)    |
| Азијати           | 2 (0,2%)      | 2 (0,2%)    |
| Хиспаноамериканци | 8 (0,7%)      | 15 (1,5%)   |
| Укупно            | 1.100         | 1.013       |